# Amber Benson
Pour les articles homonymes, voir Benson.
Amber Benson, née le 8 janvier 1977 à Birmingham, en Alabama, aux États-Unis, est une actrice, scénariste, réalisatrice, productrice, écrivaine et auteure américaine.

## Biographie

### Jeunesse & famille
Amber Benson est née le 8 janvier 1977 à Birmingham, en Alabama.
Elle a une sœur, Danielle Benson.
Très tôt, elle montre beaucoup d’intérêt pour le chant, la danse et le théâtre ; elle intègre à 6 ans l’Alabama Ballet Company, une école de danse, et figure dans la troupe de Casse-Noisette de Tchaïkovski.
Puis elle est inscrite au Town & Gown Theatre, au Birmingham Children’s Theatre et à l’âge de 9 ans, au Birmingham Summerfest, où elle figure dans divers spectacles.

### Carrière

#### Débuts (1992-1998)
En 1992, à l’âge de quatorze ans, elle déménage avec sa famille à Los Angeles pour développer sa carrière d’actrice.
Sa première apparition sur grand écran se fait en 1993 dans le film King of the Hill de Steven Soderbergh, où elle tient le rôle d’une adolescente épileptique dans les années 1930. Sa prestation lui vaut le prix de la « Meilleure jeune actrice dans un second rôle dans un film dramatique » lors du 15e festival annuel de la jeunesse. Ce film lui permet de s’assurer et de trouver ses marques. Ensuite, elle tourne dans le film The Crush d’Alan Shapiro.
Dans les années 1990 se succèdent des films indépendants tels que Imaginary Crimes avec Fairuza Balk et S.F.W. en 1994, Bye Bye Love en 1995 avec Paul Reiser, Lindsay Crouse et Eliza Dushku. Elle tourne aussi dans des feuilletons télé comme Jack Reed avec Brian Dennehy et dans des épisodes de Cracker et Promised Land. Ensuite vient le film pour ados intitulé Can’t Hardly Wait, dans lequel elle fait la connaissance de Seth Green (Oz dans Buffy contre les vampires).

#### Révélation télévisuelle et passage à l'écriture (1999-2002)
En 1999, elle intègre la distribution de la série américaine Buffy contre les vampires, où elle incarne, pendant trois saisons consécutives, la timide sorcière Tara Maclay, petite amie de Willow Rosenberg (Alyson Hannigan). Ce rôle la fait véritablement connaître du public. Elle quitte la série lors de la saison 6.
En 2000, elle tourne dans le film The Prime Gig (diffusé en français sous le titre Coup monté) et joue aux côtés de Leonardo DiCaprio et Tobey Maguire dans Don’s Plum.
En 2001, à l’âge de 24 ans, Amber parvient à réaliser un de ses rêves : elle réalise, produit et écrit son premier film Chance, qu’elle finance elle-même et où elle joue le rôle principal. Parallèlement elle écrit The Theory Of The Leisure Class, et coécrit avec Christopher Golden trois bandes dessinées contant les aventures de Willow et Tara de Buffy contre les vampires, intitulées WannaBlessedBe, Wilderness et Demonology Menagerie, qui paraissent aux éditions Dark Horse Comics. La même année, elle part en Roumanie tourner le film Taboo (sorti en France en 2003 sous le titre Jeux Pervers).
En 2002, elle s’investit dans le théâtre, écrit la pièce Albert Hall et joue dans la pièce Algor Mortis dans le cadre du Festival des Jeunes Dramaturges (Young Playwrights Festival). Parallèlement, elle apparaît dans les chœurs de l’album d’Anthony Stewart Head Music For Elevators. À la fin de cette même année, elle coécrit avec Christopher Golden Ghosts Of Albion, une série d’horreur animée pour le site internet de la BBC, qu’elle met en scène en 2003.

#### Après-Buffy et passage à la mise en scène (2003-...)

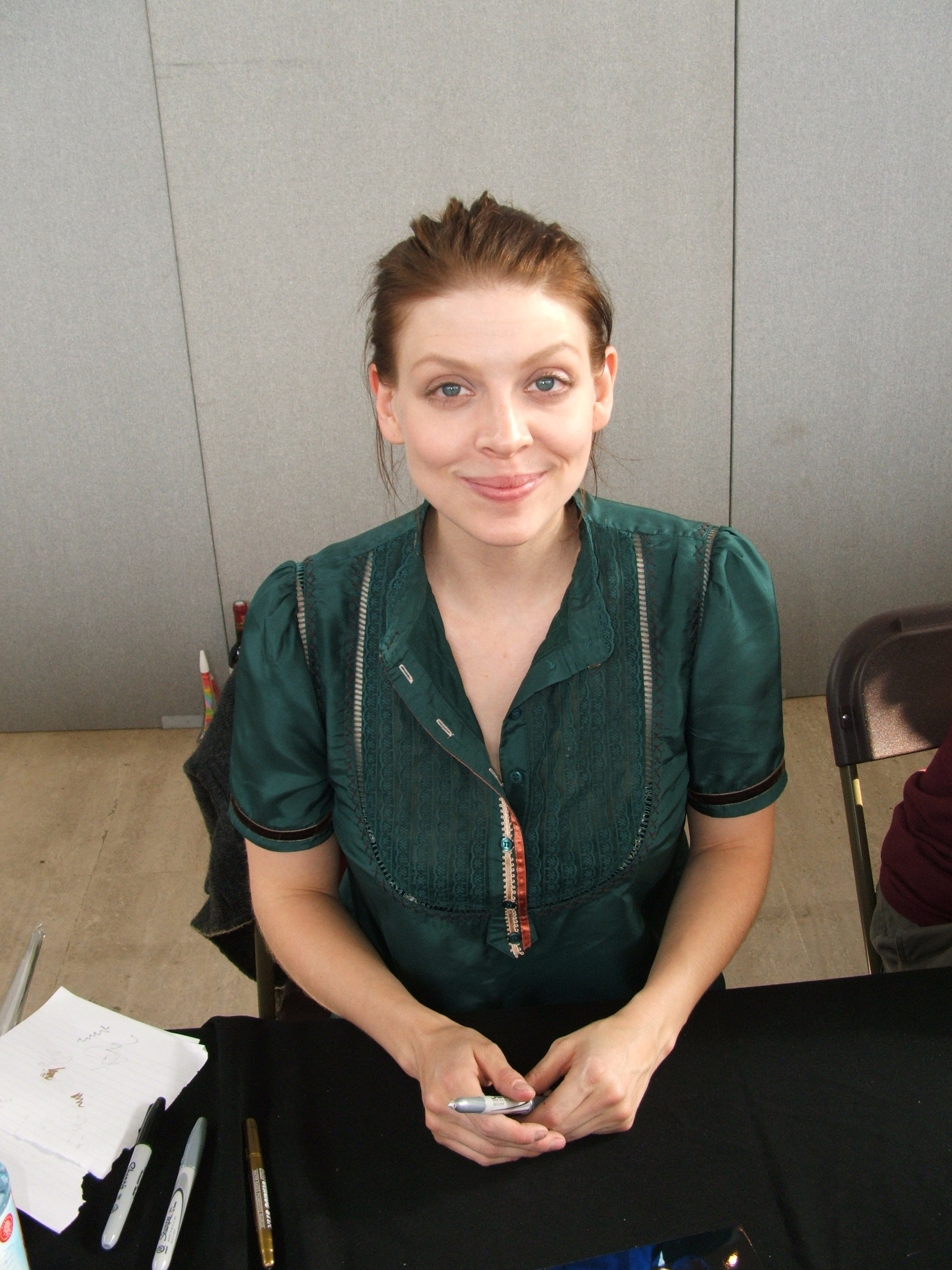
En octobre 2006.

En 2003, elle met en scène la pièce de Courtney Hoffman, Women Are The Weaker Sex, et apparaît dans la pièce Fortune Cookie Man lors du Festival des Jeunes Dramaturges. D’autre part, elle reçoit le prix du Choix du Public au Festival Sidewalk Moving Picture à Birmingham dans l’Alabama pour son film Chance. Elle tourne dans le film La Tentation d’Aaron de C. Jay Cox avec Wesley Ramsey et Jacqueline Bisset.
Amber et Christopher Golden écrivent la suite de Ghosts of Albion, intitulée Astray.
En 2004, Amber tourne dans un épisode, intitulé Volunteers (diffusé en France sous le titre L’Indic) de la série policière Cold Case diffusée sur CBS. Elle y incarne Julia, une jeune-fille de 25 ans qui meurt étrangement en 1969. Fin mai-début juin, Amber tourne dans un film d’horreur d’Andy Lauer intitulé Intermedio aux côtés d’Edward Furlong. Cette même année, elle continue de coécrire une série de romans avec Christopher Golden, tirée de Ghosts Of Albion, le premier s’intitule Accursed.
En 2005, elle joue dans le film Race you To The Bottom, puis dans un épisode intitulé The Perfect Couple dans la série The Inside de la Fox. Un nouveau roman Initiation coécrit avec Christopher Golden est publié.
En 2006, sort son nouveau film, Lovers, Liars and Lunatics, où elle interprète le rôle de Justine. Ce film qu’elle a, à nouveau, écrit (dans les années 1990), réalisé et produit, relate l’histoire d'une secrétaire qui, pour se venger de son amant de patron, demande à son cousin (accompagné de sa petite amie incarnée par Amber), d’aller cambrioler la maison de celui-ci durant le week-end. Ce film sort en DVD en septembre 2006 et sera mis en vente par la Benson Entertainment uniquement.
Fin 2006, sortent deux romans Witchery et The Seven Whistlers coécrits avec Christopher Golden.

### Vie privée
Elle fut en couple de 2002 à 2009, avec l'acteur Adam Busch, son partenaire tenant le rôle de Warren dans la série Buffy contre les vampires. Ils sont restés amis après leur séparation.

## Filmographie

### Cinéma

#### Longs métrages
- 1993 : King of the Hill de Steven Soderbergh : Ella McShane
- 1993 : The Crush d'Alan Shapiro : Cheyenne
- 1994 : SFW de Jefery Levy : Barbara "Babs" Wyler
- 1994 : Le Point de rupture (Imaginary Crimes) d'Anthony Drazan : Margaret
- 1995 : Bye Bye Love de Sam Weisman : Meg Damico
- 2000 : The Prime Gig de Gregory Mosher : Une femme
- 2001 : Don's Plum de R.D. Robb : Amy
- 2002 : Chance d'elle-même : Chance
- 2002 : Jeux pervers (Taboo) de Max Makowski : Piper
- 2003 : La Tentation d'Aaron (Latter Days) de C. Jay Cox : Traci Levine
- 2005 : Race You to the Bottom de Russell Brown : Maggie
- 2005 : Intermedio d'Andy Lauer : Barbie
- 2006 : Lovers, Liars and Lunatics d'elle-même : Justine
- 2007 : Simple Things d'Andrew C. Erin : Sally
- 2008 : Embrassez le marié ! (Kiss The Bride) de C. Jay Cox : Elly
- 2008 : Strictly Sexual de Joel Viertel : Donna
- 2008 : The Blue Tooth Virgin de Russell Brown : Jennifer
- 2008 : One-Eyed Monster d'Adam Fields : Laura
- 2009 : Tripping Forward de Marcus Nash : Gwen
- 2010 : The Killing Jar de Mark Young : Noreen
- 2010 : Another Harvest Moon de Greg Swartz : Gretchen
- 2011 : Act Your Age de Robin Christian : Julia
- 2012 : Dust Up de Ward Roberts : Ella
- 2015 : Desire Will Set You Free de Yony Leyser : Jayne
- 2016 : Selling Isobel de Rudolf Buitendach : Chloe
- 2018 : Glossary of Broken Dreams de Johannes Grenzfurthner : Pfefferkarree McCormick
- 2018 : The Griddle House de Paul Tomborello : Tiny
- 2018 : House of Demons de Patrick Meaney : Maya
- 2019 : The Nightmare Gallery de Gene Blalock : Professeur Samantha Rand
- 2024: I Saw the TV Glow de Jane Schoenbrun : La mère de Johnny Link

#### Courts métrages
- 1999 : Deadtime de James Brett : Patty
- 1999 : Take It Easy de Greg Swartz : Justy
- 2011 : Soul in a Jar de Travis Betz : Youlanda Tube
- 2011 : T Is for Trick de Travis Betz : Chris
- 2012 : Reverse Parthenogenesis de Javier Grillo-Marxuach : Julie
- 2013 : Do You Have a Cat ? de Jason Sax : Jess

### Télévision

#### Séries télévisées
- 1996 : Ménage à trois (Partners) : Pam
- 1998 : Promised Land : Amy Farnsworth
- 1999 : Cracker : Amy
- 1999 - 2002 : Buffy contre les vampires (Buffy the Vampire Slayer) : Tara Maclay
- 2004 : Cold Case : Affaires classées (Cold Case) : Julia Hoffman
- 2005 : The Inside : Dans la tête des tueurs (The Inside) : Allison Davis
- 2006 / 2011 : Supernatural : Lenore
- 2007 : Girltrash! : Svetlana "Lana" Dragovich
- 2009 : Private Practice : Jill Duncan
- 2010 : Grey's Anatomy : Corinne Henley
- 2011 : Ringer : Mary Curtis
- 2011 : Strictly Sexual : The Series : Donna
- 2012 : Futurestates : Laura Keller
- 2012 : Husbands : La mère en colère
- 2013 : Shelf Life : Raggy Ann
- 2013 : Twisted Tales : Dhianna
- 2014 : Morganville : The Series : Amelie
- 2014 : Bravest Warriors : Une poule de l'espace (voix)
- 2016 : Red vs. Blue : Une femme (voix)

#### Téléfilms
- 1993 : Jack Reed, l'incorruptible (Jack Reed: Badge of Honor) de Kevin Connor : Nicole Reed
- 1994 : Jack Reed, le bras de la justice (Jack Reed: A Search for Justice) de Brian Dennehy : Nicole Reed
- 1995 : Jack Reed - Les contes meurtriers (Jack Reed: One of Our Own) de Brian Dennehy : Nicole Reed
- 2006 : Trois vœux pour Noël (Holiday Wishes) de David Weaver : Danni Hartford
- 2007 : 7 plans avant mes 30 ans (7 Things to Do Before I'm 30) de Paul A. Kaufman : Lori Madison
- 2007 : Attack of the Gryphon d'Andrew Prowse : Princesse Amelia de Lockland
- 2016 : The Crooked Man de Jesse Holland : Grace Hutchinson

### Réalisatrice
- 2002 : Chance
- 2003 : Ghosts Of Albion : Legacy
- 2006 : Lovers, Liars and Lunatics

### Productrice
- 2002 : Chance
- 2006 : Lovers, Liars and Lunatics

### Scénariste

#### Cinéma
- 2001 : The Theory of the Leisure Class
- 2002 : Chance
- 2006 : Lovers, Liars and Lunatics

#### Télévision
- 2003 : Ghosts Of Albion : Legacy
- 2004 : Ghosts Of Albion : Embers

### Ghosts of Albion
- Astray (coécrit avec Christopher Golden], Del Rey Books, 2004)
- Accursed (coécrit avec Christopher Golden], Del Rey Books, 2005)
- Initiation (coécrit avec Christopher Golden], Del Rey Books, 2006)
- Witchery (coécrit avec Christopher Golden, Del Rey Books, 2006)

### Bandes dessinées
- - Wanna Blessed Be (Dark Horse Comics, 2001)
  - Wilderness, 1re partie (Dark Horse Comics, 2002)
  - Wilderness, 2e partie (Dark Horse Comics, 2002)
- Tales of the Slayers (Dark Horse Comics, 2002)
- Willow & Tara (coécrit avec Christopher Golden)
- Four Letter Worlds-Loss (Anthologie/Image Comics, 2005)
- Shadowplay (IDW, 2006)
- Clueless: Senior Year (coécrit avec Sarah Kuhn, Boom! Studios, 2017)

### Romans
- Death's Daughter
- Cat's Claw